# Ванда (княжна)
Ванда — легендарная дочь князя Крака, основателя Кракова. После смерти отца стала княжной поляков, но совершила самоубийство, чтобы избежать нежелательного брака.

## Легенда
Согласно наиболее популярному варианту, Ванда, польская принцесса, после смерти отца стала княжной поляков. Она отказалась выйти замуж за немецкого принца, который из-за этого вторгся в Польшу, но атака была отбита. Однако Ванда совершила самоубийство — утопилась в реке Висла, чтобы принц не вторгался в её страну. Другая версия говорит о том, что немецкий принц победил поляков и хотел жениться на Ванде, чтобы закрепить свои завоевания. Есть также вариант, что Ванда утопилась в жертву языческим богам.

## Историография
История принцессы Ванды впервые была описана в Средневековье (XII и XIII века) польским епископом и историком Винцентом Кадлубеком; многие историки предполагают, что он создал её, возможно, на основе славянских мифов и легенд, хотя другие считают, что легенда коренится в скандинавских и древнеримских (или греческих) легендах.
Версия Кадлубека такова: Ванда не совершала самоубийства и прожила долгую и счастливую жизнь с немецким принцем. И только с XIII—XIV веков в Великой хронике Польши приводится вариант с совершением самоубийства, ставший популярным в XV веке.
В средневековых хрониках Польши и Чехии (например, в «Чешской хронике» Козьмы Пражского и у Длугоша) упоминается о двух её сестрах. Одной из них была Либуше, предрёкшая основание Праги, основательница города Либушин, другая, Валаска, стала основательницей города Клодзко в Силезии.

## Культурное влияние
По преданию, Ванда похоронена в Кургане Ванды (пол. Kopiec Wandy). Вплоть до XIX века наблюдался обычай в Пятидесятницу разводить костры на этом кургане, расположенном на окраине Кракова в Новой Хуте, промышленном районе, созданном в 1949 году. Строительство Новой Хуты началось на именины Ванды (23 июня), и она является полуофициальным покровителем этого района, в котором есть торговый центр, улица, мосты и стадион, которые носят её имя.
Польский поэт Циприан Камиль Норвид посетил Курган Ванды в 1840 году. Впоследствии он написал поэму «Ванда» в честь древней княжны.
В честь Ванды, возможно, назван астероид (1057) Ванда, открытый в 1925 году советским астрономом Григорием Шайном в Симеизской обсерватории.

## Галерея

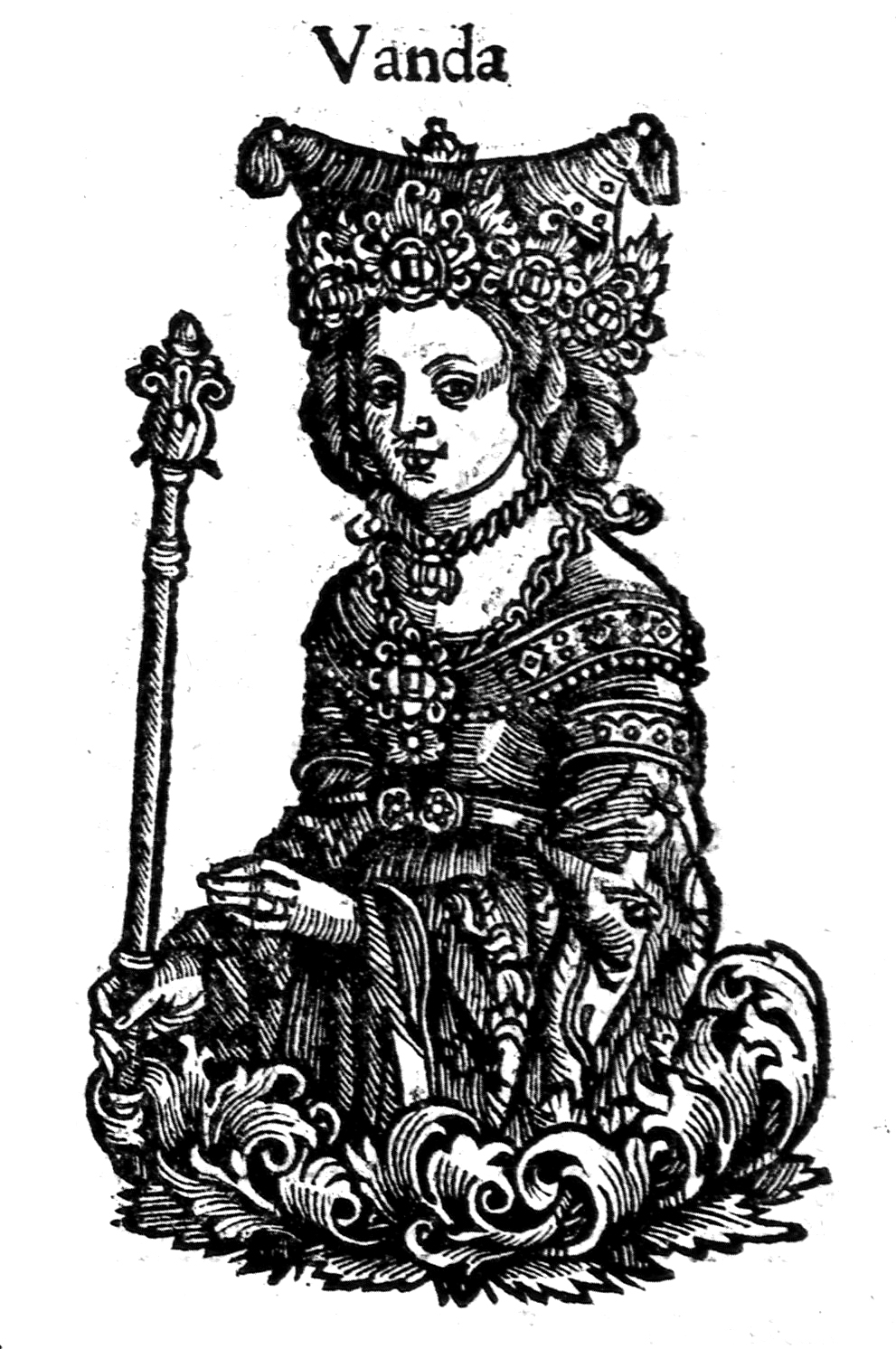
Иллюстрация из хроники «Gesta principum Polonorum»
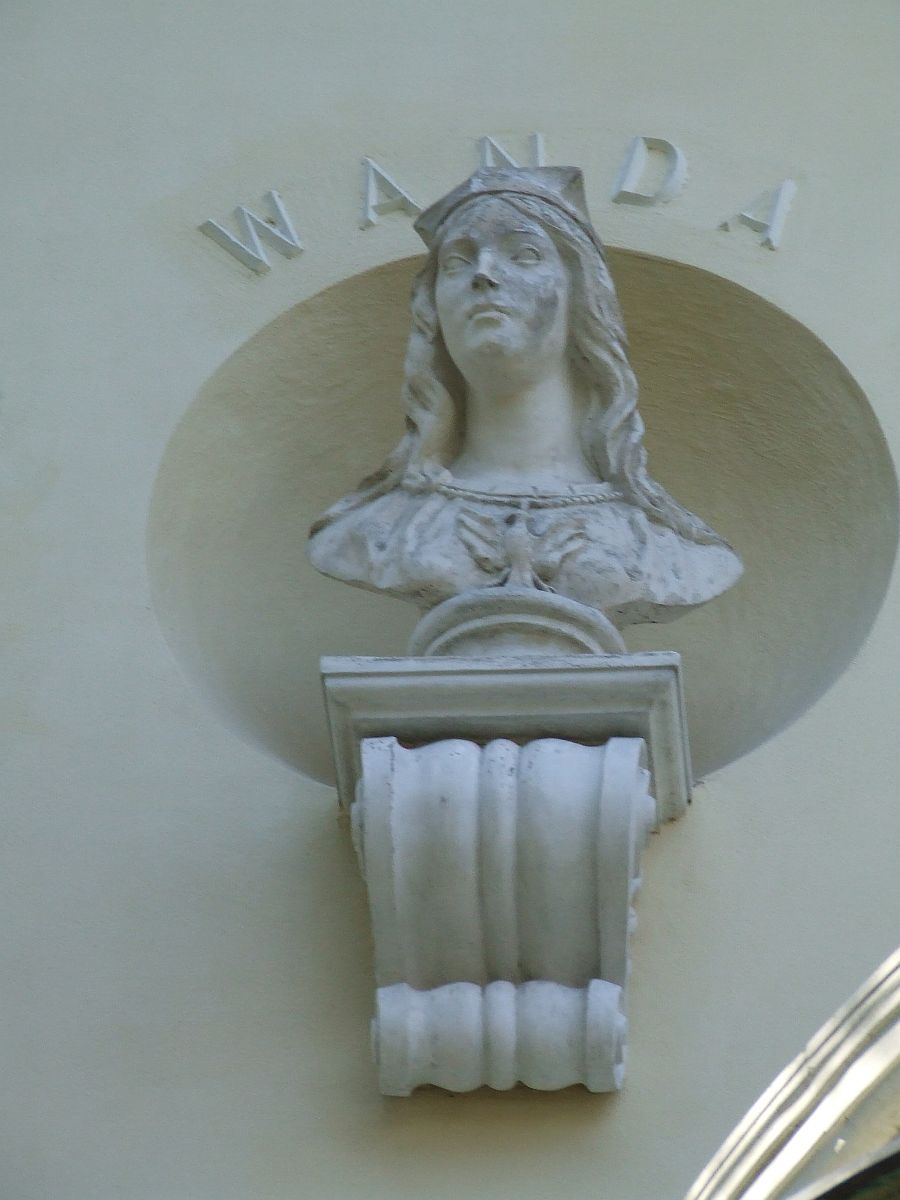
Бюст королевы Ванды во дворце Красински, Урсынов.
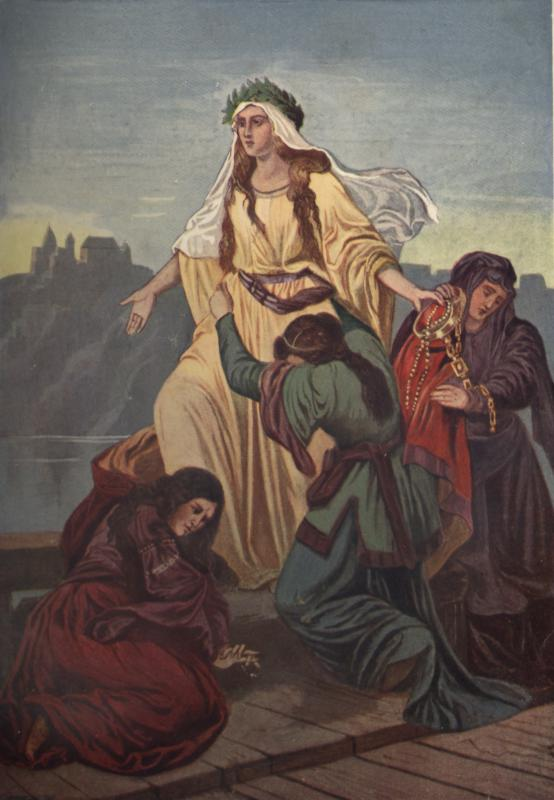
«Смерть Ванды» Картина Максимилиана Пиотровского
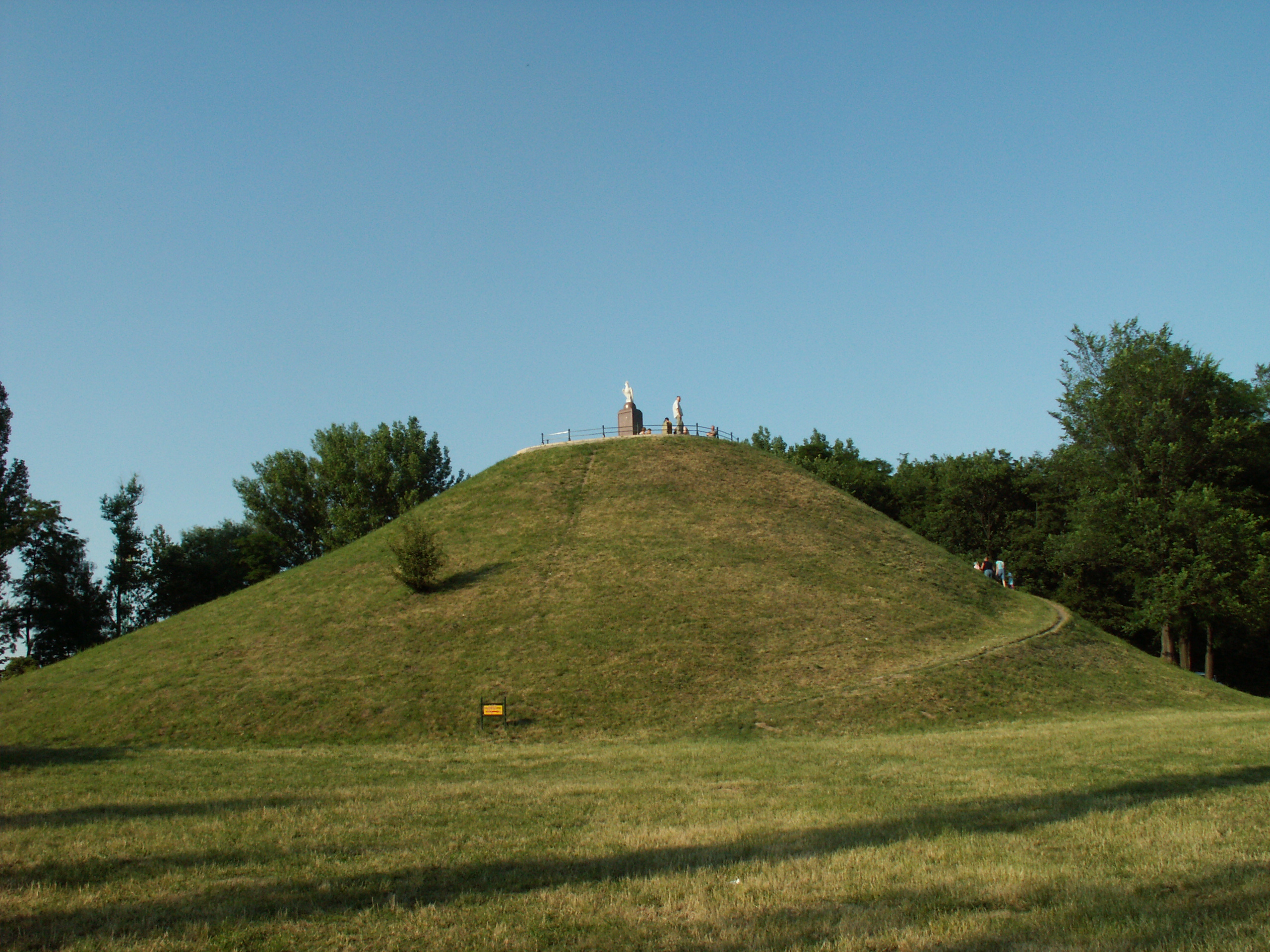
Курган Ванды